# Nyawira Muthiga
Nyawira A. Muthiga est une zoologiste de conservation kenyane qui est directrice du programme marin de l'Association des sciences marines de l'océan Indien occidental (en) au Kenya. Elle est scientifique en conservation pour la Wildlife Conservation Society.

## Enfance et éducation
Muthiga est née au Kenya et a passé une partie de son enfance à Dar es Salam. Elle a obtenu son diplôme de premier cycle en océanographie biologique aux États-Unis. Elle a complété sa maîtrise à l'Université d'État de Floride, où elle a étudié l'impact de la salinité sur la photosynthèse de Siderastrea siderea (en). Muthiga est retournée au Kenya pour ses recherches doctorales, où elle a rejoint l'Université de Nairobi. Elle obtient son doctorat en 1996, avec une thèse intitulée « The Role Of Early Life History Strategies On The Population Dynamics Of The Sea Urchin Echinometra Mathaei (de Blainville) On Reefs' In Kenya ».

## Recherche et carrière
En 2000, Muthiga a été élue présidente du conseil d'administration de l'Association des sciences marines de l'océan Indien occidental (en) (Western Indian Ocean Marine Science Association, WIOMSA). Elle a supervisé la croissance de la WIOMSA à l'échelle internationale, en créant des sections et des réseaux locaux.  Muthiga a travaillé pour le Kenya Wildlife Service où elle a dirigé le programme des zones côtières et des zones humides. À ce titre, Muthiga a été nommée présidente du programme Kenya Sea Turtle Conservation. Elle a travaillé à l'étude de centaines de récifs coralliens différents dans l'océan Indien occidental . 
Muthiga a été l'un des fondateurs du programme sur les récifs coralliens de la Wildlife Conservation Society, qui recherche et déploie des programmes permettant de conserver les récifs coralliens, ainsi que d'identifier de nouvelles façons de permettre aux espèces critiques de se rétablir,. Le programme aide à protéger 90 % des espèces de coraux dans le monde et a étudié près de 1 000 sites à travers l' Indo-Pacifique et la mer des Caraïbes. En 2007, Muthiga a rejoint la Commission mondiale des aires protégées en tant que coordinatrice du Kenya. Elle a fait valoir que pour préserver les récifs coralliens, les scientifiques sociaux et environnementaux doivent travailler ensemble. Elle pense que le baliste bordé d'orange peut jouer un rôle crucial dans le maintien de la santé des coraux. 
Muthiga a reçu le 2018 Banovich Wildscapes Foundation Award for Conservation Excellence (ACE) pour son travail sur la conservation des océans. En 2020, Eco Magazine a nommé Muthiga comme l'un des meilleurs chercheurs au monde sur les récifs coralliens. 

## Prix et distinctions
- 2005 National Geographic Society/Buffett Award for Leadership [14]
- Prix d'excellence en conservation 2018 [8]
- 2020 Meilleur chercheur sur les récifs coralliens par Eco Magazine [13]
- Prix 2020 pour la conservation des récifs coralliens [15]

## Vie privée
Muthiga est mariée au biologiste marin américain Timothy McClanahan. Elle l'a rencontré dans les années 1980, lorsque McClanahan suivait un programme d'études à l'étranger au Kenya. 

## Publications (sélection)
- (en) Hoegh-Guldberg, Mumby, Hooten et Steneck, « Coral Reefs Under Rapid Climate Change and Ocean Acidification », Science, vol. 318, no 5857,‎ 14 décembre 2007, p. 1737–1742 (ISSN 0036-8075, PMID 18079392, DOI 10.1126/science.1152509, lire en ligne)
- (en) Koch, Barbier, Silliman et Reed, « Non-linearity in ecosystem services: temporal and spatial variability in coastal protection », Frontiers in Ecology and the Environment, vol. 7, no 1,‎ 2009, p. 29–37 (ISSN 1540-9309, DOI 10.1890/080126, lire en ligne)
- (en) McClanahan, Graham, MacNeil et Muthiga, « Critical thresholds and tangible targets for ecosystem-based management of coral reef fisheries », Proceedings of the National Academy of Sciences, vol. 108, no 41,‎ 11 octobre 2011, p. 17230–17233 (ISSN 0027-8424, PMID 21949381, PMCID 3193203, DOI 10.1073/pnas.1106861108, lire en ligne).
- (en) Nyawira A. Muthiga et Timothy R. McClanahan, « Diadema », dans John M. Lawrence, Sea Urchins: Biology and Ecology, Londres, Elsevier, 2013 (lire en ligne).
- (en) Timothy McClanahan et Nyawira Muthiga, « Geographic extent and variation of a coral reef trophic cascade », Ecology, vol. 97, no 7,‎ 2016, p. 1862-1872 (lire en ligne).
- (en) Chantal Conand et Nyawira Muthiga, Commercial Sea Cucumbers: A Review for the Western Indian Ocean, WIOMSA Book Series, 2007, 66 p..